# T2K
T2K (Tokai to Kamioka) est une expérience de physique des particules située au Japon, dans laquelle collaborent de nombreux pays, avec une forte contribution de l'Europe (50 % des collaborateurs). Il s'agit d'une expérience d'oscillation de neutrinos mesurant un faisceau de neutrinos muoniques à courte (280 m) et à longue distances (295 km). Elle prend la suite de l'expérience K2K. L'accélérateur J-PARC basé à Tokai produit le faisceau, qui pointe vers le détecteur lointain Super-Kamiokande. Le faisceau est hors axe de 2,5°, permettant d'avoir un spectre plus piqué et à une énergie plus appropriée aux oscillations, et également de réduire le bruit de fond. Le but principal de T2K est de mesurer l'oscillation des neutrinos muoniques en neutrinos électroniques afin de mesurer θ13, le dernier paramètre de la Matrice PMNS non mesuré.

## Objectifs physiques
Le but de l'expérience T2K est d'avoir une compréhension plus complète des paramètres d'oscillation. Les expériences précédentes ont observé la disparition des neutrinos muoniques, expliquée par leur oscillation en neutrinos tau. Mais, l'oscillation vers les neutrinos électroniques n'a jamais été observée, l'angle de mélange θ13 dont dépend sa probabilité étant trop petit, voire nul. Or, la nullité de cet angle aurait de grandes conséquences en physique, que ce soit théorique pour l'expliquer ou cosmologique, le neutrino ayant un rôle déterminant dans l'histoire de l'Univers. T2K espère donc être la première expérience à le mesurer.
Si ce dernier était trouvé à une valeur suffisamment élevé, l'expérience entrerait dans une deuxième phase, avec un faisceau plus intense, afin de chercher si la symétrie CP est conservée dans le secteur leptonique. Elle comparerait pour ce faire les oscillations de neutrinos et d'anti-neutrinos.
Les mesures très précises des paramètres de mélange Δm{\displaystyle ^{2}}23 et θ23 constituent des objectifs secondaires de T2K.

## Production des Neutrinos

### J-PARC
J-PARC est un nouvel accélérateur de particules plus puissant que (en) KEK utilisé dans l'expérience K2K. Le synchrotron est finalement capable d'accélérer des protons de 30 GeV /C (50 GeV /C prévu initialement). Les protons en collision sur une cible de carbone produiront des pions qui se désintègrent en muons et en neutrinos muoniques. La puissance du faisceau devrait être de 0,75 MW et fournir 110 fois plus d'événements de neutrinos que K2K. Le tube de désintégration de pions doit être suffisamment long pour que le maximum de pions se désintègrent en muons et neutrinos muoniques et suffisamment court pour que ces muons ne se désintègrent pas à leur tour en électrons, neutrinos électroniques et antineutrinos muoniques, ce qui apporterait d'une part une pollution de neutrino électronique au faisceau de neutrinos muoniques et d'autre part une pollution d'antineutrinos muoniques et réciproquement selon la polarisation du champ magnétique de la corne magnétique.

### Hors axe
Le faisceau de neutrinos à J-PARC est conçu de sorte qu'il forme un angle de 2.5° par rapport au détecteur lointain Super Kamiokande. Cela réduit le flux de neutrinos qui atteignent le détecteur, mais offre un spectre d'énergie plus approprié aux oscillations de neutrino. Hors axe, l'énergie de pointe est faible, les énergies plus élevées étant supprimées. À la distance entre Tokai et Kamioka, l'oscillation maximale des neutrinos devrait se produire à des énergies inférieures à 1 GeV.

## Détecteur proche
Le détecteur proche (ND280) est un détecteur segmenté composé de plusieurs sous-détecteurs. Il comprend un trajectomètre, un calorimètre et un détecteur de pions entourés par l'aimant de l'expérience UA1 et d'un détecteur de muons afin de contrôler le faisceau. ND280 sera en mesure de mesurer le spectre d'énergie de faisceau de neutrinos, son flux, le contenu en saveur, et les sections efficaces d'interaction avant l'oscillation des neutrinos.

### Trajectomètre
Il est composé de 3 TPCs[Quoi ?] et de 2 FGDs[Quoi ?] entrelacés.
La chambre à projection temporelle (Time Projection Chamber ou TPC) sera capable de mesurer le moment (moment d'une force (mécanique) des particules produites dans le détecteur.
Les détecteurs à grains fins (Fine-Grained Detector ou FGD) constitueront la cible des interactions des neutrinos et pourront mesurer la courte trace du proton de recul. Le second FGD est partiellement composé d'eau afin de pouvoir comparer les sections efficaces du détecteur proche et du détecteur lointain (Super-Kamiokande, composé exclusivement d'eau) sur des noyaux équivalents.
Ce trajectomètre détectera les courants quasi-élastiques afin de mesurer le flux et le spectre des neutrinos muoniques avant oscillation, des autres courants chargés afin d'évaluer les erreurs de reconstruction de l'énergie dans Super-Kamiokande, des courants neutres et de la contamination du faisceau en neutrinos électroniques qui constituent les bruits de fond principaux de l'expérience.

### Pi Zero
Le détecteur Pi Zero est composé de couches de scintillateurs et de plomb utilisé pour mesurer les pions neutres produits dans les interactions de courant neutre.

## Super Kamiokande

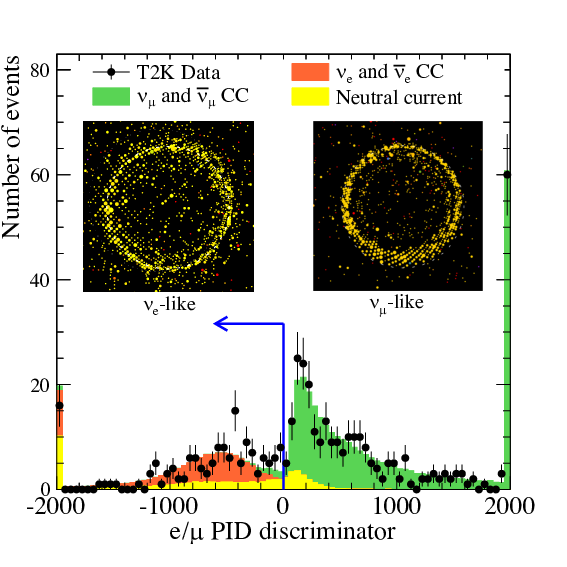
Détection des électrons et des muons dans le détecteur Super-Kamiokande.

Le détecteur Super-Kamiokande se situe à 1 000 m sous terre dans la mine Mozumi, sous le mont Ikeno, proche du quartier de Kamioka de la ville d’Hida. C’est un réservoir cylindrique en acier inoxydable d’environ 40 m de hauteur et de diamètre, rempli avec 50 000 tonnes d’eau et instrumenté au moyen d’approximativement 13 000 tubes photomultiplicateurs (PMT). Son principe de détection est basé sur l’effet Cherenkov; lorsque des particules chargées se déplacent dans l’eau à une vitesse supérieure à celle de la lumière dans ce milieu, elles émettent un cône de lumière dite "Cherenkov" et celui-ci peut être identifié par le détecteur. Son but est de mesurer les muons et les électrons produits dans les interactions quasiélastiques à courant chargé (CCQE) des neutrinos muoniques et des neutrinos électroniques, respectivement.
En raison de leur masse relativement élevée, les muons conservent généralement leur direction sans être déviés et, ainsi, produisent un cône de lumière Cherenkov bien défini, observé par les PMTs comme un cercle net et précis. À l’opposé, les électrons, à cause de leur petite masse, sont plus susceptibles d’être diffusés et ils produisent, presque toujours, des cascades électromagnétiques, observées par les PMTs comme un cercle dont le bord est flou et mal délimité.
L’énergie du neutrino est calculée à partir de la direction et l’énergie du lepton chargé produit dans l’interaction CCQE. C’est de cette façon que les spectres d’énergie des neutrinos muoniques et neutrinos électroniques sont déterminés, permettant ainsi la mesure des paramètres d’oscillation pertinents pour la disparition des neutrinos muoniques et l’apparition des neutrinos électroniques,.

## Histoire
T2K succède à l’expérience KEK to Kamioka (K2K), qui opéra de 1999 à 2004. Dans l’expérience K2K, un faisceau de neutrinos muoniques était produit par un accélérateur sur le site KEK à Tsukuba (Japon) et envoyé vers le détecteur Super-Kamiokande, situé à 250 km de là. Les résultats de l’expérience K2K confirmèrent la disparition des neutrinos muoniques à un niveau de confiance de 99.9985% (4.3 σ) et étaient consistants avec les précédentes mesures des paramètres d’oscillation réalisées par le détecteur Super-Kamiokande pour les neutrinos atmosphériques,.
La construction de la ligne de faisceau de neutrinos a commencé en 2004 et a été mise en service avec succès en 2009. La construction de la totalité du détecteur INGRID et celle de la plus grande partie du détecteur ND280 (sans la composante baril du calorimètre électromagnétique, “barrel ECAL”) a été finalisée en 2009. La partie manquante du calorimètre a été installée en automne 2010. Le grand détecteur Super-Kamiokande, en service depuis 1996 afin d’étudier le temps de vie du proton et les oscillations de neutrinos atmosphériques, solaires et d’accélérateurs, fait office de détecteur lointain pour l’expérience T2K.
T2K a commencé à prendre des données de neutrinos pour une analyse de physique en janvier 2010, initialement avec un détecteur ND280 incomplet, puis, à partir de novembre 2010, dans sa configuration finale. La prise de données a été interrompue pendant un an en raison du Séisme de la côte Pacifique du Tohoku en mars 2011. Depuis, la puissance du faisceau de proton, et par conséquent l’intensité du faisceau de neutrinos n’a cessé d’augmenter, atteignant en Février 2020 une puissance de 515 kW et un total de 3.64×1021 protons accumulés sur la cible , avec 55% de données en mode neutrino et 45% en mode anti-neutrino.
En avril 2020, la collaboration T2K a publié des résultats qui contraignent fortement la phase δCP. Les résultats rejettent avec un niveau de confiance de 95% l’hypothèse de non-violation CP (incluant la possibilité que δCP soit égal à π),. Ces résultats rejettent également, à un niveau d’importance de 3σ (99.7%) presque la moitié des valeurs possibles de ce paramètre et fournissent une bonne indication que la violation CP pourrait être importante dans le secteur neutrino,.

## Projets futurs
Il est prévu que l’expérience T2K poursuive ses opérations en l’état actuel jusqu’à fin 2020. En 2021, une mise à niveau majeure de la ligne de faisceau des neutrinos et du détecteur proche ND280 sera effectuée. De 2022 à 2026, les données en neutrinos seront prises dans le cadre de la seconde phase de l’expérience T2K (T2K-II). En 2025, le successeur de l’expérience T2K sera mis en marche; il s’agit de l’expérience Hyper-Kamiokande (HK) qui fonctionnera avec le nouveau détecteur Cherenkov lointain, contenant 250’000 tonnes d’eau - le détecteur Hyper-Kamiokande,. La construction d’un autre détecteur Cherenkov à eau, se trouvant à une distance intermédiaire d’environ 2 km est également considérée pour l’expérience HK.

### T2K-II
La phase II de l’expérience T2K devrait commencer en 2022 et durer jusqu’en 2025 ou 2026, suivie par la mise en service de l’expérience HK. Les objectifs physiques de T2K-II consistent en une mesure des paramètres d’oscillation θ23 et Δm(su) avec une précision de 1.7° et 1% respectivement, ainsi qu’une confirmation au niveau de 3σ ou plus de l’asymétrie matière-antimatière dans le secteur neutrino pour un large panel de vraies valeurs possibles de δCP – le paramètres responsables de l’asymétrie CP (matière-antimatière). Afin d’atteindre ces objectifs, les erreurs statistiques et systématiques doivent être réduites, ce qui implique une mise à niveau conséquente de la ligne de faisceau et du détecteur ND280, ainsi que des améliorations du software et des méthodes d’analyse.

#### Mise à jour du faisceau
La stratégie de mise à jour du faisceau requiert l’arrêt de l’accélérateur circulaire principal de J-PARC durant une année en 2021, suivi par une augmentation graduelle constante de la puissance du faisceau de proton jusqu’à ce que l’expérience HK débute. La puissance du faisceau devrait atteindre 750 kW en 2022, puis s’élever à 1,3 MW d’ici à 2029.
En février 2020, la puissance du faisceau de protons a atteint 515 kW avec 2.7x1014 protons par impulsion et 2.48 secondes entre chaque impulsion (cycle de répétition). Afin d’atteindre 750 kW, le cycle de répétition sera réduit à 1.32 s avec 2.0x1014 protons par impulsion, tandis que pour une puissance de 1,3 MW, le cycle de répétition sera réduit jusqu’à 1.16 s et le nombre de protons par impulsion augmenté à 3.2x1014. En plus d’augmenter la puissance du faisceau de protons primaire, le courant dans les cornes magnétiques qui focalisent les particules secondaires possédant une charge électrique choisie (les pions, les kaons, etc.), sera également augmenté de 250 kA à 320 kA. Cela aura pour effet d’augmenter le nombre de neutrinos du bon signe (neutrinos lorsque le faisceau est en mode neutrino et anti-neutrinos lorsqu’il est en mode anti-neutrino) de 10% et de réduire le nombre de neutrinos de mauvais signe (anti-neutrinos lorsque le faisceau est en mode neutrino et neutrinos lorsqu’il est en mode anti-neutrino) d’environ 5-10%,.
La réduction du cycle de répétition demandera une série de mises à jour du hardware qui seront toutes effectuées durant l’arrêt de 2021. Celles-ci incluent une mise à jour importante de l’alimentation électrique de l’anneau principal et une mise à jour mineure de l’alimentation électrique des cornes magnétiques. L’augmentation du courant des cornes magnétiques demandera une alimentation électrique supplémentaire (troisième). Par ailleurs, afin d’atteindre la puissance maximale du faisceau de protons, le perfectionnement de la capacité de refroidissement des composants de la ligne de faisceau secondaire, tels que la cible en graphite, les cornes magnétiques et l’absorbeur de faisceau ("beam dump"), ainsi qu’une plus grande quantité d’eau de refroidissement à disposition seront nécessaires,.

#### Amélioration de ND280

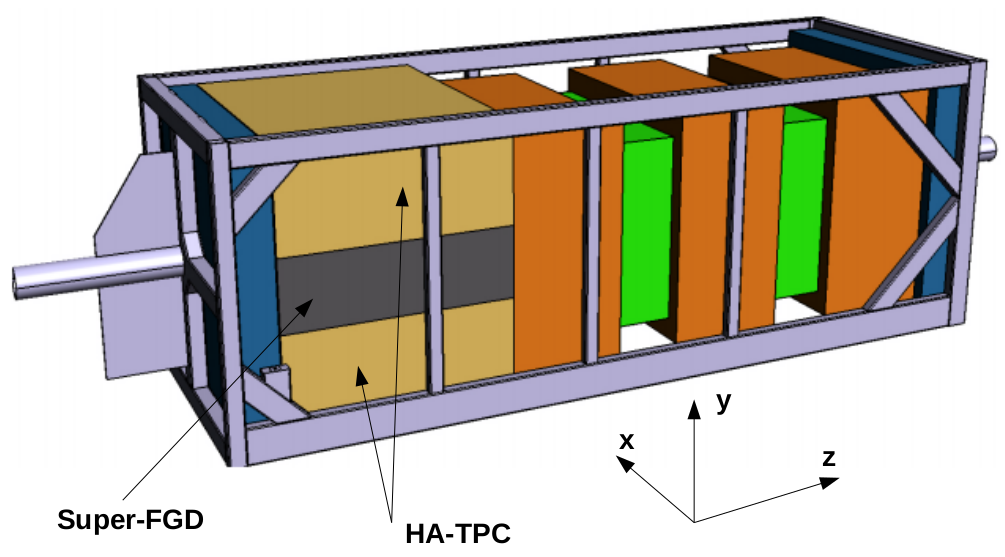
Schéma de la partie interne du détecteur ND280 après la mise à niveau prévue.

Le design actuel du détecteur ND280 est optimisé pour la détection et la reconstruction des leptons (muons et électrons) dirigés vers l’avant (par rapport à la direction du faisceau de neutrinos) mais il a un certain nombre de limitations, comme la faible efficacité de reconstruction des particules produites presque perpendiculaires et vers l’arrière par rapport à la direction du neutrino impliqué dans l’interaction, ainsi qu’un seuil de quantité de mouvement trop élevé pour reconstruire une bonne partie des pions produits et des nucléons éjectés (protons et neutrons) lors de cette même interaction. En ce qui concerne les interactions à courant chargé quasi-élastiques (CCQE), représentant le type d’interaction dominant dans le détecteur proche ND280, la cinématique du lepton produit suffit à reconstruire l’énergie initiale du neutrino. Cependant, d’autres types d’interactions dans lesquelles des particules supplémentaires (pions, kaons, nucléons) ont été manquées, peuvent être reconstruites à tort comme CCQE et peuvent introduire un biais dans le spectre d’énergie reconstruite du neutrino. C’est pourquoi il est essentiel d’optimiser le détecteur afin de le rendre sensible à ces particules supplémentaires et aux effets nucléaires.
Trois mesures principales doivent être prises afin de répondre à ces problèmes :
- Le détecteur doit détecter de manière efficace les nucléons qui résultent des     interactions de neutrinos avec le noyau. Pour cela, le seuil de détection doit être abaissé.
- Les traces formant un grand angle avec la direction du neutrino initial ou orientées dans le sens inverse du neutrino initial doivent être bien reconstruites. Cet objectif peut être atteint en augmentant l’ouverture angulaire du détecteur et en améliorant l’efficacité avec laquelle les traces dirigées vers l’arrière sont identifiées par rapport à celles dirigées vers l’avant, à l’aide d’informations temporelles.
- Enfin, le volume fiducial total (la masse disponible pour les interactions de neutrinos) de la partie du détecteur ND280 dédiée au tracking (à la reconstruction des traces), caractérisée par une meilleure capacité de reconstruction que les autres parties, doit être agrandie afin d’augmenter le taux des interactions de neutrinos.

La mise à niveau du détecteur ND280 répond à ces exigences en remplaçant une partie du sous-détecteur POD par trois types de nouveaux sous-détecteurs. La partie existante en aval, qui consiste en deux détecteurs à scintillation à grains fins (FGDs) et trois chambres à dérive (TPCs) intercalés, conservera sa structure en sandwich et continuera de détecter les leptons et les hadrons de grande impulsion dirigés vers l’avant. La partie en amont, qui contient actuellement le sous-détecteur P0D sera remplacé par trois nouveaux sous-détecteurs : une cible à scintillateur 3D (Super Fine-Grained Detector ou SuperFGD), deux nouveaux TPCs au-dessus et au-dessous du SuperFGD (High-Angle TPCs ou HATPCs) et six détecteurs à temps de vol (TOF) entourant la nouvelle structure. Chacun de ces sous-détecteurs est décrit brièvement ci-dessous.

##### SuperFGD
Le SuperFGD est un détecteur de 2 m x 2 m x 0,5 m constitué d’approximativement 2 million de cubes scintillants en polystyrène d’1 cm3. Chaque cube est traversé par trois fibres optiques orthogonales afin de détecter la lumière émise par les particules produites durant les interactions dans la cible. Chaque fibre optique traverse toute une rangée de cubes jusqu’à atteindre l’extérieur du détecteur où elle est connectée à un SiPM. Lorsqu’une interaction se produit dans un certain cube, le signal enregistré dans une seule fibre permet de déterminer uniquement deux des trois coordonnées (X, Y et Z) de ce cube. En combinant les informations des trois fibres optiques, il est possible d’identifier exactement le cube dans lequel l’interaction s’est produite. Ce système de lecture, différent de celui des FGDs actuels, est qualifié de “quasi-3D”. Grâce à cette configuration de lecture, la détection des traces courtes est améliorée de façon presque uniforme dans toutes les directions. Du fait de sa géométrie et de son couplage avec les TOF et les HATPCs, le SuperFGD est capable de détecteur des neutrons rapides, ce qui pourrait être utile pour la reconstruction de l’énergie des antineutrinos.

##### HATPC
Les chambres à dérive pour les traces ayant des angles importants (HATPCs) entoureront le SuperFGD dans le plan perpendiculaire au faisceau de neutrino entrant. Leur design est similaire à celui des TPCs existants, puisque tous deux utilisent la technologie des modules MicroMegas pour la reconstruction des traces. La principale caractéristique innovante des HATPCs, en dehors du fait qu’ils couvrent des angles élevés, réside dans l’utilisation de la technologie de MicroMegas résistifs. Celle-ci consiste à appliquer une couche de matériau résistif afin d’augmenter la capacité de partage de charge des modules MicroMegas. Cela réduit le nombre de canaux de lecture et permet d’atteindre une résolution spatiale aussi bonne que celle des TPCs actuels.

##### TOF
Les six détecteurs à temps de vol (TOF) entourant les HATPCs et SuperFGD sont une série de couches de scintillateurs plastiques conçus afin d’identifier le sens dans lequel une particule se déplace au moyen d’une mesure du temps de vol de chaque trace les traversant avec une résolution en temps de 600 ps. La capacité de déterminer le sens des traces s’est montrée critique dans ND280 afin de réduire le bruit de fond généré en dehors des détecteurs internes actifs.

##### Impact sur la physique des oscillations de neutrinos
L’impact que la mise à niveau de ND280 aura sur les analyses de T2K est double. Premièrement, une augmentation des statistiques grâce à la cible SuperFGD de 2 tonnes permettra de quasiment doubler la quantité de données dans certains échantillons. Deuxièmement et principalement, la nouvelle configuration permettra une meilleure détection des particules supplémentaires dans l’état final après l’interaction, i.e. les particules qui résultent des interactions de neutrinos avec le noyau et/ou des effets nucléaires : les particules émises à un angle élevé grâce à l’acceptance angulaire augmentée et les particules moins énergétiques, grâce aux seuils de détection moins élevés. L’amélioration de l’angle d’incidence du détecteur est importante afin de couvrir presque le même espace de phase que celui disponible dans le détecteur lointain (SK). De plus, les particules d’état final permettront d’explorer les effets nucléaires qui sont essentiels afin de contraindre les effets systématiques dans l’analyse d’oscillation. C’est une étape importante également pour la transition à l’utilisation de modèles semi-inclusifs ou exclusifs dans la physique des oscillations de neutrinos, à l’opposé des modèles actuels qui sont inclusifs et utilisent uniquement le lepton d’état final dans leurs prédictions.

### Expérience Hyper-Kamiokande
L’expérience Hyper-Kamiokande (HK), qui succédera à l’expérience T2K, utilisera le système mis à niveau de l’accélérateur et de la ligne de faisceau de neutrinos actuellement utilisés, ainsi que le détecteur proche avec l’ensemble de ses améliorations. En dehors de ça, un nouveau détecteur lointain, le détecteur Hyper-Kamiokande, et éventuellement un nouveau détecteur intermédiaire seront construits. Une partie des travaux de mise à jour concernant le faisceau et le détecteur ND280 seront réalisés avant le début de la phase II de l’expérience T2K. L’expérience HK devrait commencer à opérer en 2027 environ,,.

#### Détecteur Hyper-Kamiokande
Le détecteur Hyper-Kamiokande sera un détecteur à eau Cherenkov, 5 fois plus grand (258 kton d’eau) que le détecteur Super-Kamiokande. Ce sera un cylindre de 74 mètres de diamètre et de 60 mètres de hauteur avec 40000 tubes photomultiplicateurs de 50 cm de diamètre et 6700 tubes photomultiplicateurs de 20 cm de diamètre. Il se situera à 8 km au sud du détecteur Super-Kamiokande dans la mine de Tochibora, à 650 mètres sous le sommet de la montagne Nijuugo, au même angle désaxé (2.5°) par rapport au centre du faisceau de neutrinos et à la même distance (295 km) du point de production du faisceau à J-PARC. La construction du détecteur HK devrait commencer en 2020 et le début de la prise de données est prévue pour 2027,.

#### Détecteur Cherenkov à eau intermédiaire
Le détecteur Cherenkov à eau intermédiaire (IWCD) se situera à une distance de 0.7–2 km du point de production des neutrinos. Ce sera probablement un cylindre rempli d’eau d’un diamètre de 10 m et d’une hauteur de 50 m contenant une structure instrumentée haute de 10 m qui comprendrait environ 30000 tubes photomultiplicateurs de 20 cm de diamètre. La structure sera déplacée verticalement par un système de grues, permettant ainsi de mesurer des interactions de neutrinos à différents angles désaxés, allant de 1° à 4°, ce qui donnera lieu à des spectres d’énergie différents. En combinant les résultats de différents angles désaxés, il est possible d’extraire les résultats pour un spectre de neutrinos quasiment monochromatique sans avoir besoin de se baser sur des modèles théoriques d’interactions de neutrinos pour en reconstruire l’énergie. L’utilisation du même type de détecteur que le détecteur lointain, avec presque la même ouverture angulaire et la même gamme de quantité de mouvement, permet de comparer les résultats des deux détecteurs sans dépendre de simulations de la réponse du détecteur. Ces deux caractéristiques, l’indépendance par rapport aux interactions de neutrinos et celle par rapport aux modèles de réponse du détecteur, permettront de minimiser les erreurs systématiques dans l’analyse d’oscillation.
Un autre avantage d’un tel design de détecteur réside en la possibilité de rechercher un motif d’oscillation de neutrinos stériles pour différents angles désaxés et d’obtenir un échantillon plus pur d’interactions de neutrinos électroniques, dont la fraction augmente lorsqu’on s’éloigne de l’axe.:47–50,
Il est prévu que l’IWCD soit finalisé en 2024 et commence à prendre des mesures en 2025, même avant la mise en route de l’expérience HK.